# Adzopé
Adzopé () est une ville située dans le sud de la Côte d'Ivoire, dans la région de La Mé à 105 km d'Abidjan, limitée au nord par la ville d'Akoupé, au sud par la commune d'Agou, à l'est par la ville de Yakassé-Attobrou et  à l'ouest par la ville d'Agboville. La ville d'Adzopé est le chef-lieu de la région de La Mé, chef-lieu de département et sous-préfecture. Les populations autochtones d'Adzopé sont les Attié ou Akyé, qui se répartissent en quatre cantons : Anapé, Tchoya, N'kadjé et Kétun. La maire actuelle est Florence Achi, élue le 2 septembre 2023.

## Géographie

### Localisation
La ville d'Adzopé, avec une superficie de 5 400 ha, est située dans le Sud de la Côte d'Ivoire à 105 km au nord d'Abidjan, dans la région de La Mé, sur le fleuve Mé. Ses coordonnées géographiques sont les suivantes : latitude 6,10° nord, longitude 3,87° ouest. Cette entité territoriale a accédé au rang de chef-lieu de région par le décret no 2011-263 du 28 septembre 2011.

### Climat
Le climat attiéen comporte quatre saisons :
- Une grande saison des pluies (avril-juillet) ;
- Une petite saison sèche (mi-juillet à mi-septembre) ;
- Une petite saison des pluies (mi-septembre à novembre) ;
- Une grande saison sèche (décembre-mars).

## Histoire
Étymologiquement, le nom Adzopé est une composition de l'identité de son fondateur "Adzo" et de "pun" qui signifie clan. En somme, Adzopun fait référence à tous ceux qui sont du clan d'Adzo. Le peuple Akyé d'Adzopé appartient au groupe Akan. Ils font partie des Kwa lagunaires venus du Ghana au début du XVe siècle. À cette époque, le Ghana était appelé la Côte de l'Or ou le Gold Coast. Étymologiquement, le nom Akyé est un mot provenant de l'Ashanti. Il signifie "le pont", en référence de la traversée du fleuve Comoé. Après leur installation, en faveur de l’Administration coloniale, la région d'Adzopé fut partagée en subdivisions administratives la rattachant au Cercle des Lagunes, en 1908. L'année suivante, c'est-à-dire en 1909, son premier administrateur, Pierre Louis Gourgas, fut victime d'un assassinat dans le canton Annepé par les habitants d'Adonkoi après des affrontements dus au refus des akyés de la pénétration française. En 1915, un autre arrêté l'a rattachée au Cercle d'Agboville. Après l'indépendance de la Côte d'Ivoire, la région d'Adzopé devint une sous-préfecture en 1961. Son premier administrateur fut M. Abouattier Hyacinthe. En 1969, un arrêté fit de la zone d'Adzopé un département. Son premier préfet, en 1971, fut Baï Tagro Albert. Cinq sous-préfectures sont nées du même arrêté : Adzopé, Agou, Akoupé, Afféry et Yakassé-Attobrou.

## Administration
Le premier député élu de la ville d'Adzopé fut Mamadou Koné. Il est à  l'origine de la création du quartier Mamadou Koné où, après son installation, la communauté musulmane l'a rejoint. Une école primaire porte son nom dans le même quartier. Homme d'autorité et de foi, il comptait parmi les intimes du président Félix Houphouët-Boigny. À son décès en 1969, ce dernier a fait le déplacement pour venir dire adieu à son ami devant une foule immense en larmes.
Une loi de 1978 a institué 27 communes de plein exercice sur le territoire du pays.
| Date d'élection   | Identité             | Parti    | Qualité         | Statut |
| ----------------- | -------------------- | -------- | --------------- | ------ |
| 1980              | Yapo Léonce          | PDCI-RDA | Homme politique | élu    |
| 1985              |                      | PDCI-RDA | Homme politique | élu    |
| 1990              |                      | PDCI-RDA | Homme politique | élu    |
| 1995              | Kaudjis Thomas       | PDCI-RDA | Homme politique | élu    |
| 2001              | Léon Emmanuel Monnet | FPI      | Homme politique | élu    |
| 2013              | Atsé N'de Zepp       | RDR      | Homme politique | élu    |
| 2018              | Amonkou              | PDCI     | Homme politique | élu    |
| 02 septembre 2023 | Florence Achi        | RHDP     | Femme politique | élue   |

## Société

### Démographie
| 1975   | 1988   | Est. 2010 | 2014   | 2021    |
| ------ | ------ | --------- | ------ | ------- |
| 21 147 | 35 085 | 59 107    | 98 846 | 156 488 |

### Éducation
Enseignement primaire

Public
- E.P.P. Mamadou Kone
- E.P.P. HABITAT 1 ET 2
- E.P.P.ASAMBROU
- E.P.P.TP COMMERCE

Enseignement secondaire

Lycée public
- Lycée moderne 1 et 2

Collège public
- Collège moderne

Collège privé
- GSBS TAGO
- COLLEGE COMPA
- Collège ATSE YAPI JOSEPH ADZOPE
- Collège Les Tchoya
- Collège Georges Marchand (GSMA)
- Collège d'enseignement général et de technologie agricole (GSMA)

Enseignement supérieur
- Groupe scolaire Miadzin d’Azopé (GSMA)
  - Institut privé d’agriculture tropical (INPRAT)
  - Institut d’enseignement technique d’Adzopé (IETA)

### Santé
Un centre hospitalier régional est inauguré, le 8 avril 2022, par le Premier ministre, Patrick Achi. D’un coût global de 30 milliards de FCFA, l’établissement est bâti sur une superficie de 14 576 m². Il a une capacité de 200 lits, dont 150 lits d’hospitalisation, et dispose de tous les services nécessaires pour la prise en charge des malades dans les meilleures conditions avec les services de consultation ORL, de réanimation adulte, pédiatrique et néonatale, des services d’hospitalisations en médecine, en pédiatrie, en chirurgie et gynéco-obstétrique, etc. Il comprend un bloc opératoire, un service des urgences, un laboratoire d’analyses médicales de pointe et un service d’hémodialyse.

### Langues
Depuis l'Indépendance, la langue officielle dans toute la Côte d'Ivoire est le français. La langue vernaculaire de la région est l'attié ou akyé. Le français, effectivement, parlé dans la région, comme à Abidjan, est communément appelé le français populaire ivoirien ou français de Moussa qui se distingue du français standard par la prononciation et qui le rend difficilement intelligible pour un francophone non ivoirien.
Une autre forme de français parlé est le nouchi. Ce français est beaucoup parlé dans les quartiers populaires et surtout par les commerçants de ces quartiers, afin de communiquer entre eux lors du marchandage d'un produit, sans que le client ne puisse savoir ce dont ils parlent. On retrouve le nouchi abobolais (Abobo), adjamelais (Adjamé). Le nouchi est, en réalité, un assemblage des langues de plusieurs ethnies parlées en Côte d'Ivoire, et qui s'associent au français pour former une langue plus complexe, mais dans les villes de l’intérieur du pays, comme Adzopé, on parle le nouchi dont on se sent plus proche.

## Pharmacies
La ville dispose d'environ quatre (04) pharmacies 
- pharmacie du Messan ;
- pharmacie d’Adzope ;
- pharmacie Scheki ;
- pharmacie Saint Laurent.

## Sports
Les compétitions sportives se déroulent exclusivement au chef-lieu du département, les autres localités ne disposant d'aucune infrastructure dédiée : la ville dispose de 2 clubs de football, le Football club d'Adzopé, qui évolue en MTN Ligue 2 et le USC d’Adzopé, qui évolue en Championnat de Division Régionale, équivalent d'une « 4e division » . Comme dans la plupart des villes du pays, il est organisé, de façon informelle, des tournois de football à sept joueurs qui, très populaires en Côte d'Ivoire, sont dénommés Maracanas.

À Adzopé est installé un centre de formation de handball de haut niveau.[réf. nécessaire]

## Personnalités liées à la région
- Patrick Achi, ministre des Infrastructures économiques, premier ministre ivoirien de mars 2021 à octobre 2023, et marié à Florence Aste, maire d'Adzopé[12],[13]
- Lamine Ballo (2007-), footballeur italien, est né à Adzopé.
- Gérard Gnanhouan, footballeur ;
- Léon Emmanuel Monnet, ministre ;
- Germain Yanon Yapo, président du Conseil Constitutionnel (2002-2008).

## Villes voisines
- Agboville vers l'ouest ;
- Abengourou, Akoupé au nord ;
- Alépé, Agboville au sud ;
- Yakassé-Attobrou à l'est.